# تور دوچرخه‌سواری لهستان
تور دوچرخه‌سواری لهستان (انگلیسی: Tour de Pologne) یک تور دوچرخه‌سواری در لهستان است.
این تور که در مناطق جنوبی لهستان برگزار می‌شود از سال ۱۹۲۸ تاکنون سالانه در شش روز انجام می‌شود.